# Élie Lescot

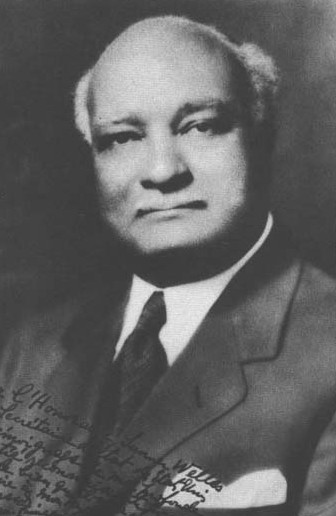
Élie Lescot

Élie Lescot (* 9. Dezember 1883 in Saint-Louis-du-Nord (Département Nord-Ouest); † 20. Oktober 1974 in Laboule) war ein haitianischer Politiker und Präsident von Haiti.

## Biografie

### Berufliche und politische Laufbahn
Nach der Schulausbildung begann er 1905 seine berufliche Ausbildung als Übersetzer bei der Zollbehörde von Port-de-Paix (Département Nord-Ouest). Zu Beginn der Intervention der USA 1915 war er Rektor einer Highschool. Nach einer Tätigkeit als Diplomat in Kuba ließ er sich 1919 in Frankreich nieder.
Nach seiner Rückkehr nach Haiti wurde er zunächst Richter und danach von 1922 bis 1930 Erziehungs- und Landwirtschaftsminister. Nach einer weiteren Tätigkeit als Justizminister war er Senator sowie danach Gesandter in den USA. In dieser Funktion kam es im Juli 1939 zur Wiederannäherung an die benachbarte Dominikanische Republik nach dem Massaker an über 18.000 haitianischen Zuckerrohrarbeitern im Jahr 1937 bei einem Empfang für den dominikanischen Präsidenten Rafael Trujillo während dessen Staatsbesuchs in den USA.

### Präsident 1941 bis 1946
Nach dem Rücktritt von Präsident Sténio Vincent am 15. Mai 1941 wurde er von der Nationalversammlung als dessen Nachfolger für eine Amtszeit von fünf Jahren zum Präsidenten von Haiti gewählt.
Außenpolitisch stand er während des Zweiten Weltkrieges nach dem japanischen Angriff auf Pearl Harbor am 7. Dezember 1941 auf der Seite der Alliierten gegen die Achsenmächte. Ohne Zustimmung des Parlamentes erklärte er daraufhin am 8. Dezember zunächst Japan und dann am 12. Dezember 1941 Deutschland und Italien den Krieg. Für diese Haltung erhielt Haiti von den USA militärische und wirtschaftliche Hilfe. Andererseits untersagte er es den United States Army Air Forces U-Boot-Jagdflugzeug vom Flughafen von Port-au-Prince aus zu starten. Am 26. Juni 1945 gehörte Haiti als Unterzeichner der Charta der Vereinten Nationen zu den Gründungsmitgliedern der UNO.
Durch seine enge Bindung zu den USA war es ihm möglich oppositionelle Tendenzen zu unterdrücken. Innenpolitisch wurde eine verstärkte Kampagne (Campagnes Anti-Supersitieuses) gegen den in Haiti ausgeprägten Voodoo vorgenommen, deren Tempel (Ounfo) zerstört sowie Trommeln und andere religiöse Objekte beschlagnahmt. Seine Regierung wurde zunehmend von Tyrannei und Korruption geprägt. Später setzte er die Verfassung außer Kraft und nahm Notstandsrechte für sich wahr. Wie viele andere Präsidenten dieser Zeit, verlängerte er im Mai 1944 seine Amtszeit aufgrund des Weltkrieges von fünf auf sieben Jahre. Zugleich wurde auch die Wahlzeit der Abgeordneten der Nationalversammlung sowie der Senatoren um ein Jahr verlängert. Darüber hinaus berief er 1943 seinen Sohn Gérard Élie Lescot zum Außenminister in seine Regierung.
In dieser Zeit wuchs die Gegnerschaft zu seinem diktatorischen Regime in der Studentenschaft um Jacques-Stephan Alexis und René Depestre. Die von diesen angeführten Studentenaufstände nach einem geradezu winzig begonnenen Schülerstreik und ein Putsch des Militärs unter Major Paul Eugène Magloire führten schließlich am 11. Januar 1946 zum Sturz Lescots und seine anschließende Flucht ins Exil nach Miami. Anschließend übernahm zunächst ein dreiköpfiger Militärischer Exekutivrat unter dem Vorsitz von Oberst Franck Lavaud die Macht.
Später kehrte er nach Haiti zurück, wo er sich jedoch nicht wieder politisch betätigte.